# Szergej Dmitrijevics Szazonov
Szergej Dmitrijevics Szazonov (oroszul: Сергей Дмитриевич Сазонов; Rjazanyi kormányzóság, 1860. augusztus 10. – Nizza, 1927. december 24.) orosz politikus, a Bath Lovagrend lovagja, 1910–1916 között hazája, az Orosz Birodalom külügyminisztere. A mai napig ellentmondásos személyiség, sokan vádolják azzal, hogy nagy mértékben közrejátszott az első világháború kirobbantásában.

## Élete
Oroszországban született, 1866. augusztus 10-én.
1883-ban került be a külügyminisztériumba és több európai nagyvárosban is teljesített szolgálatot. 1909-ben helyettes külügyminiszter, majd a következő évtől már a külügyminiszteri posztot töltötte be.
A balkáni háborúk idején Oroszország a balkáni népek patrónusaként tekintett magára, mely nézetet a külügyminiszter is osztotta, ugyanakkor ő sem támogatta a többséghez hasonlóan a katonai erővel való beavatkozást. 1914. május 23-án a dumában tartott gyűlésen így fogalmazott: „A Balkán a balkáni népeké”. Szazonov támogatta az antant megszervezését és egyik létrehozójaként tevékenyen részt is vállalt létrehozásában.
1914. június 14-én a cár Constanţába látogatott jachtjával egy napra és vele utazott Szazonov is. A külügyminiszter még több napig Romániában maradt és Brătianu román miniszterelnökkel folytatott tárgyalásokat. A román kormányfő biztosította Szazonovot, hogy országa nincsen elkötelezve az Osztrák–Magyar Monarchiához. Az orosz külügyminiszter megelégedéssel írta jelentésében, hogy Románia már nem tartozik az ellenséges tábor országainak sorába.
Szazonov Ferenc Ferdinánd 1914 júniusában való meggyilkolását követő „júliusi válság” részese. Megbeszélést folytatott a német és az osztrák–magyar külügyért felelős miniszterekkel követek útján. Kiállt szerb szövetségesei mellett, de ekkor még hajlott a kompromisszumos megoldásokra. Ausztria–Magyarország július 28-án hadat üzent Szerbiának. A hadüzenet híre gyorsan elterjedt és a cár még aznap felhatalmazta a külügyminisztert, hogy beterjessze a részleges, Ausztria-Magyarország elleni mozgósítási parancsot. Ezt Szazonov még aznap közölte az orosz hadsereg vezérkari főnökével.
Szazonov a háború kitörésétől támogatta azt és végül ez okozta bukását. 1916-ra Oroszország már elég erősen hajlott a különbéke lehetősége felé és ezt próbálta elérni, Szazonov ebben csak akadály volt. 1916-ban végül kénytelen volt lemondania külügyminiszteri rangjáról, utódja az akkori orosz miniszterelnök, Borisz Stürmer lett, aki a háborúból való kihátrálást támogatta. Szazonovot később a forradalmak alatt háborús bűnösnek minősítették, de ekkora már emigrált külföldre.
1917-ben rövid ideig hazája Nagy-Britanniába kirendelt nagykövete. Az oroszországi polgárháború közepette sikerült megszereznie több befolyásos fehér személy, köztük Anton Gyenyikin tábornok és Kolcsak admirális támogatását, hogy képviselje az "igazi" Oroszországot a Versailles-i békekonferencián. Ezt azonban a francia külügyminiszter javaslatára elutasították és nem adtak képviseletet a győztes hatalmak között Oroszországnak. Ennek ellenére megengedték nekik, hogy memorandumban kifejthessék álláspontjukat, ezt azonban később nem tudták érvényre juttatni (Lengyelországon kívül, Fehéroroszországra, Ukrajnára, a balti államokra és az egyéb volt, Oroszországhoz tartozó államokra tartottak igényt).
Szazonov élete utolsó éveiben megírta emlékiratait, amely később Magyarországon is kiadásra került. 1927-ben halt meg életének hatvanheteik évében, a franciaországi Nizzában, Karácsony napján.

## Képgaléria

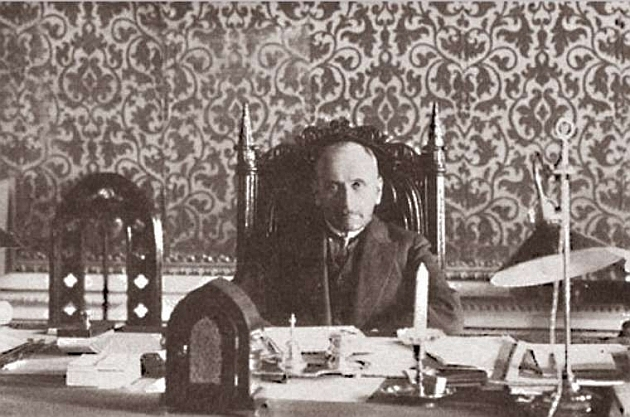
Szergej Szazonov
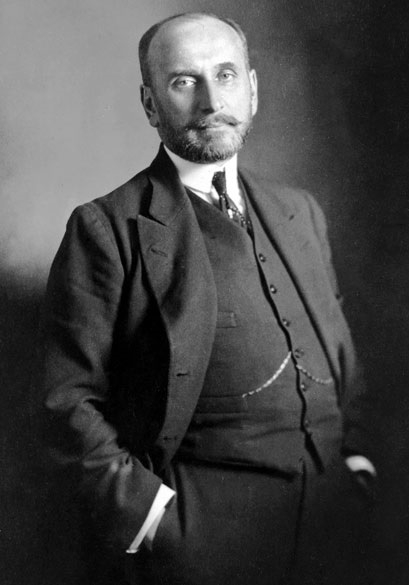
Szazonov külügyminiszter
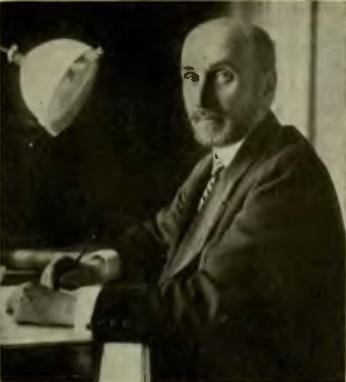
Szazonov 1917-ben, mikor rövid ideig országa angliai nagykövete volt